# Karl von den Steinen

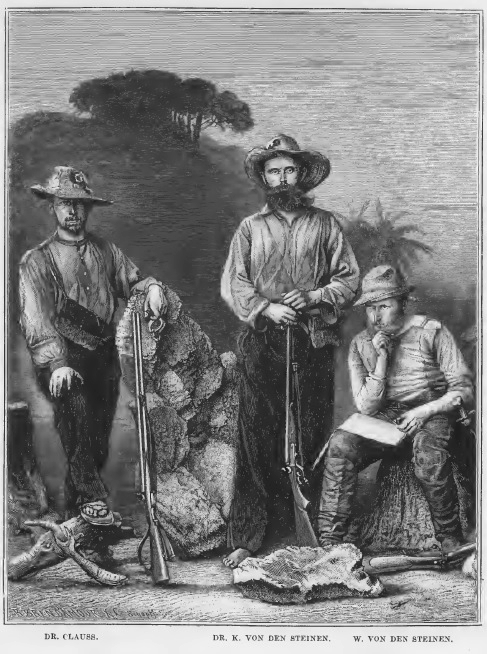
Karl von den Steinen (i mitten) under den första Xingúexpeditionen.

Karl von den Steinen, född 7 mars 1855 i Mülheim an der Ruhr, död 7 november 1929 i Kronberg, var en tysk läkare, etnolog och forskningsresande.
Steinen var 1878-79 assistentläkare vid Charitésjukhuset i Berlin, studerade under en jordenruntresa 1879-81 hospitalsväsendet i kulturstaterna och gjorde etnografiska forskningar på flera av öarna i Stilla havet. Han åtföljde 1882 som läkare och naturforskare den tyska sydpolsexpeditionen till Sydgeorgien och gjorde därefter en färd genom Brasilien längs floden Xingú. En andra resa genom samma trakter (mellersta Brasilien) gjorde han 1887-88 tillsammans med bland andra Paul Ehrenreich, en färd, som blev av stor betydelse för kännedomen om Brasiliens etnografi. Han blev 1891 e.o. professor i Marburg, 1900 professor i etnografi vid Berlins universitet samt var från 1904 några år direktor vid Museum für Völkerkunde i Berlin.

## Fotnoter
1. 1 2  SNAC, SNAC Ark-ID: w6hf1gsf, läs online, läst: 9 oktober 2017.[källa från Wikidata]
2. 1 2  Marburger Professorenkatalog, Marburger Professorenkatalog-ID: 4850, läst: 9 oktober 2017.[källa från Wikidata]
3. 1 2  Brockhaus Enzyklopädie, Brockhaus Enzyklopädie-ID: steinen-karl.[källa från Wikidata]